# Țeapă în stil american
American Hustle (tradus în română „Țeapă în stil american” sau „Scandal în stil american”) este un film american de comedie neagră și crimă regizat de David O. Russell, cu 10 nominalizări la Oscar.

## Distribuție
- Christian Bale: Irving Rosenfeld (bazat pe Mel Weinberg)
  - Zachariah Supka: Irving Rosenfeld tânăr
- Bradley Cooper: Richie DiMaso
- Amy Adams: Sydney Prosser/Lady Edith Greensly (bazat pe Evelyn Knight)
- Jennifer Lawrence: Rosalyn Rosenfeld (bazat pe Marie Weinberg)
- Jeremy Renner: Carmine Polito (bazat pe Angelo Errichetti)
- Louis C.K.: Stoddard Thorsen
- Jack Huston: Pete Musane
- Michael Peña: Paco Hernandez / Sheik Abdullah
- Elisabeth Röhm: Dolly Polito
- Shea Whigham: Carl Elway
- Alessandro Nivola: Anthony Amado
- Paul Herman: Alfonse Simone
- Saïd Taghmaoui: Irv's Sheik Plant
- Adrian Martinez: Julius
- Colleen Camp: Brenda
- Dawn Olivieri: Cosmo Girl
- Erica McDermott: Carl Elway's Assistant
- Robert De Niro: Victor Tellegio